# اناویراتی
اناویراتی (به انگلیسی: Anaviratty) یک منطقهٔ مسکونی در هند است که در کرالا واقع شده‌است.

## خصوصیات
اناویراتی ۵٬۰۰۶ نفر جمعیت دارد.